# Neu-Bamberg
Neu-Bamberg település Németországban, Rajna-vidék-Pfalz tartományban. Lakosainak száma 940 fő (2023. december 31.).

## Népesség
A település népességének változása:
| Lakosok száma | 853  | 939  | 959  | 928  | 920  | 940  |
|               | 1975 | 2017 | 2019 | 2021 | 2022 | 2023 |